# Часникова олія

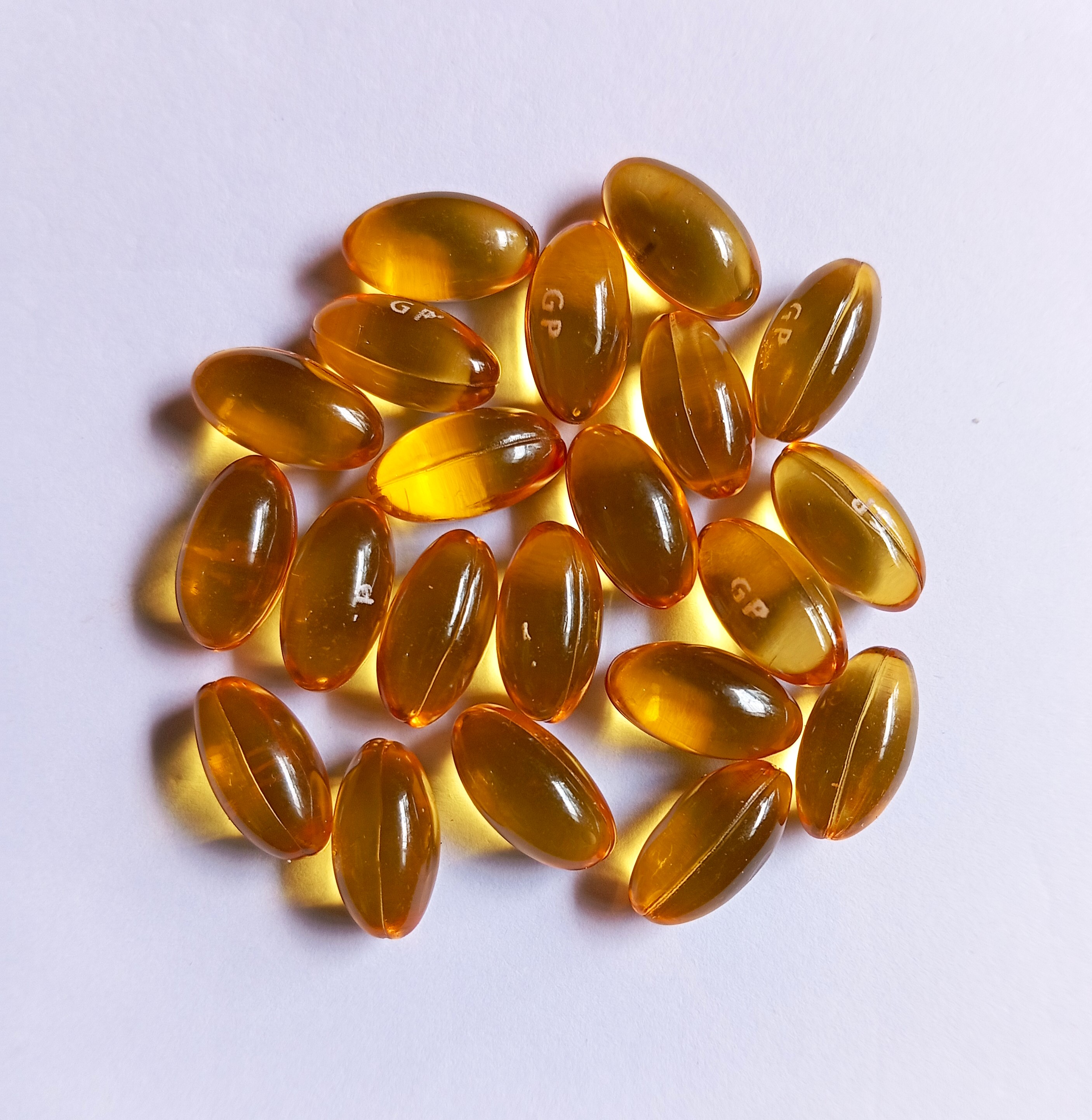
Часникова олія в капсулах

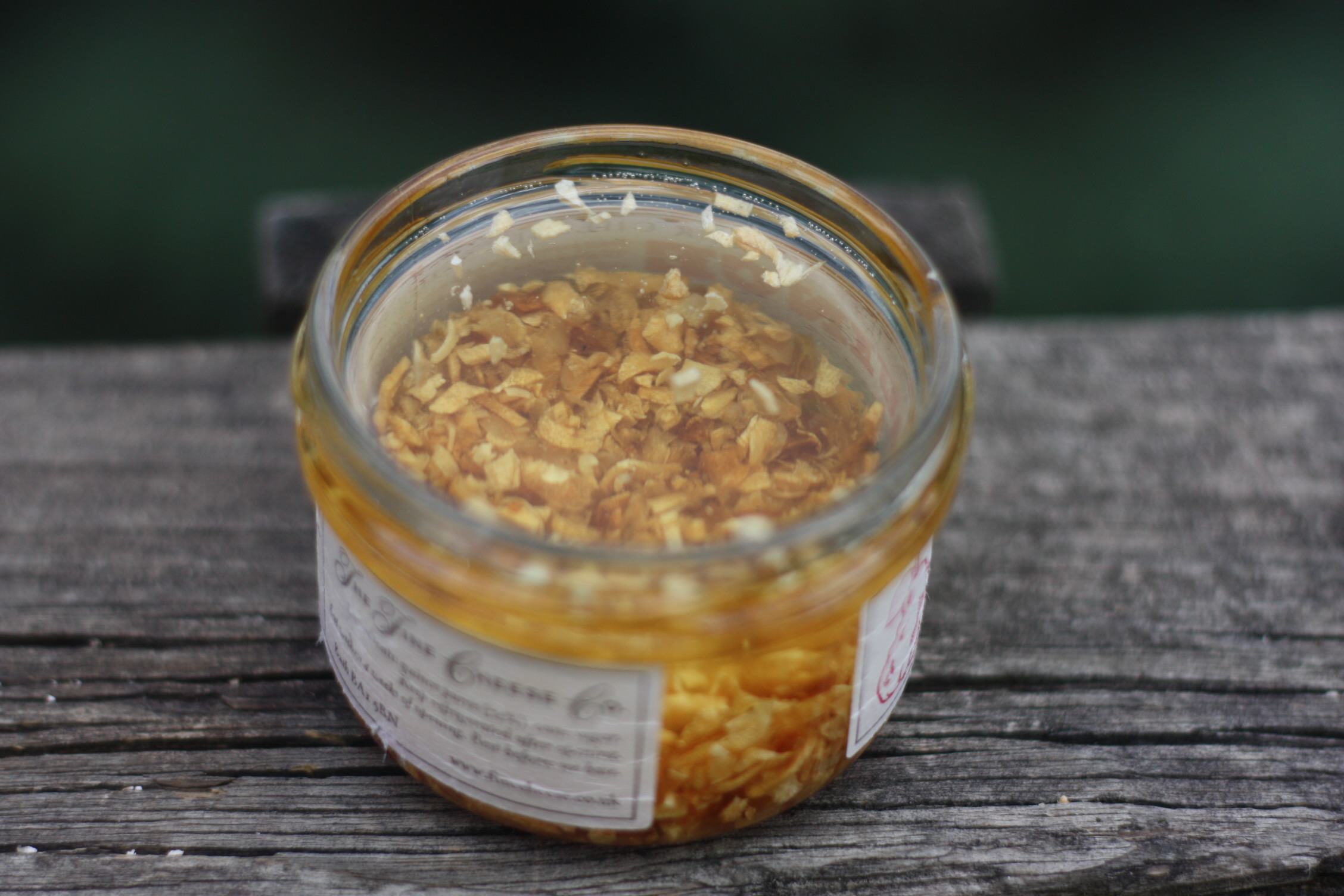
Часникова олія в банці

Часникова олія — олія, вироблена з часника, або приправа з олії, у якій смажили часник.

## В азійській кухні
Популярна присмака у тайській та в'єтнамській кухні. Нею поливають салати, каші (конґі), додають в суп (квай тіао). Зазвичай містить хрусткі шматочки смаженого часника. Для приготування олії дрібно нарізають часник і смажать у великій кількості олії постійно перемішуючи, інакше часник по краях може підгоріти.

## Галерея

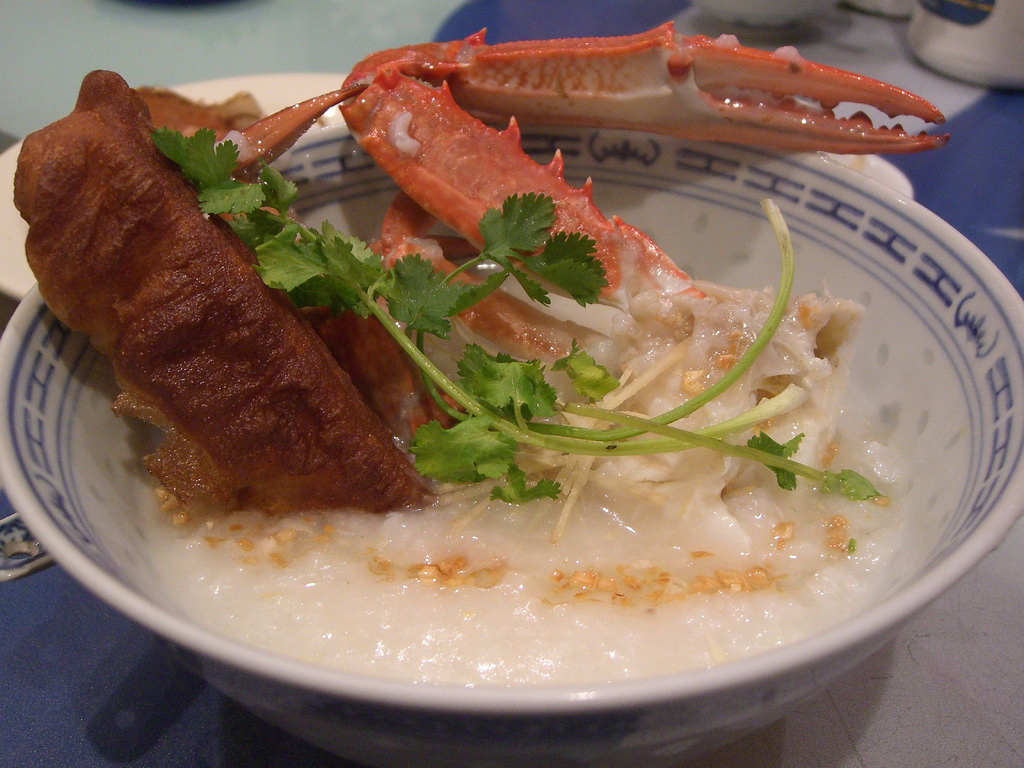
Конґі з часниковою олією
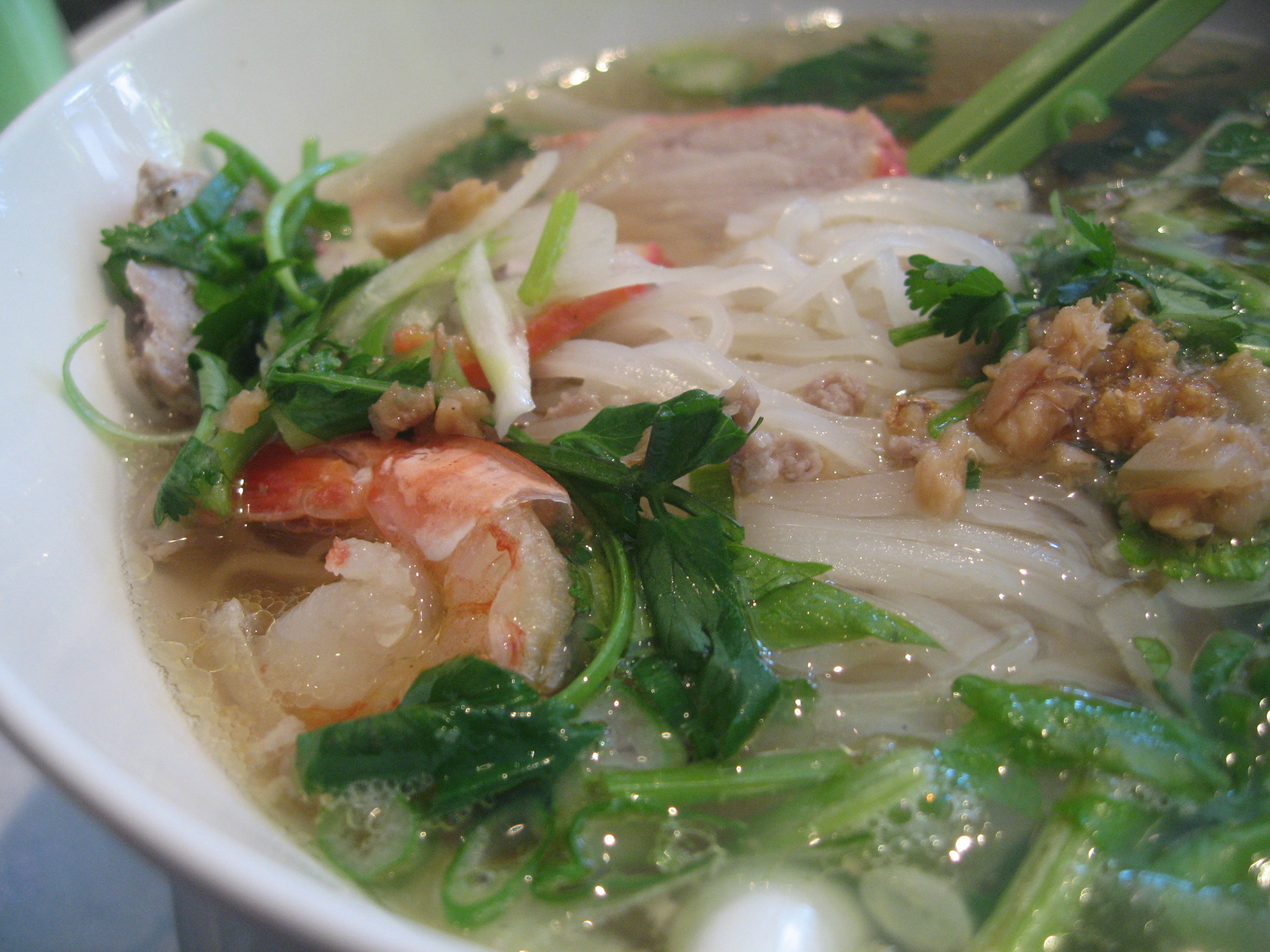
Квай тіао з часниковою олією